# Stanisław Berger
Stanisław Berger (ur. 13 września 1923 w Lublinie; zm. 27 listopada 2024 w Warszawie) – polski biochemik i fizjolog żywienia, autor książek kucharskich.

## Życiorys
Syn Adama i Zofii z d. Stępień. W latach 1944–1945 był żołnierzem 2 Armii Wojska Polskiego. Absolwent UMCS w Lublinie (1949). Jako stypendysta Fundacji Rockefellera pracował w 1958 w nowojorskim Cornell University.
W latach 1946–1950 był asystentem w Katedrze Fizjologii Zwierząt UMCS w Lublinie. Następnie objął stanowisko starszego asystenta w Zakładzie Botaniki i Mikrobiologii Technicznej Politechniki Warszawskiej.  Od 1950 do 1957 pracownik Działu Higieny Żywienia Państwowego Zakładu Higieny w Warszawie. Doktorat uzyskał w roku 1951, a stopień doktora habilitowanego w 1961. W 1954 związał się ze Szkołą Główną Gospodarstwa Wiejskiego w Warszawie, w której pracował przez kolejne 50 lat. Był jednym z organizatorów Katedry Fizjologii Żywienia Zwierząt UMCS oraz Katedry Technologii i Higieny Żywienia Człowieka SGGW. Był także organizatorem i pierwszym dziekanem Wydziału Żywienia Człowieka i Wiejskiego Gospodarstwa Domowego SGGW. W 1966 uzyskał tytuł profesora nadzwyczajnego, a w 1976 profesora zwyczajnego nauk rolniczych. W latach 1967–1970 współpracował z ONZ i FAO w zakresie szkolenia kadr zajmujących się wyżywieniem w krajach rozwijających się. Od 1970 roku należał do PZPR. W latach 1987–1991 pełnił funkcję prezesa Europejskiej Federacji Żywieniowców. Był honorowym przewodniczącym Komitetu Nauk o Żywieniu Polskiej Akademii Nauk oraz Polskiego Towarzystwa Nauk Żywieniowych.
Wraz z kierowanym przez siebie zespołem był autorem książki Kuchnia polska (Polskie Wydawnictwa Gospodarcze, Warszawa 1955), publikacji wielokrotnie wznawianej w latach 1956–1995.

## Odznaczenia i tytuły
Odznaczony Krzyżem Komandorskim z Gwiazdą Orderu Odrodzenia Polski, Medalem im. B. Rumińskiego i Złotą Odznaką Honorową NOT. Uhonorowany doktoratem honoris causa SGGW.